# Плавательный бассейн Перта
Плавательный бассейн Перта (англ. Perth Leisure Pool) ― крытый плавательный бассейн и важный центр досуга и отдыха в городе Перт, Шотландия. Считается одной из самых популярных туристических достопримечательностей Шотландии. В 2006 году его посетили посетили более 700 000 человек.

## Развитие
Проект рекреационного комплекса был разработан в 1984 году. Для этой цели Королевским обществом архитекторов Шотландии и Городским советом Перта совместно был проведён архитектурный конкурс, победу на котором одержали архитекторы компании FaulknerBrowns. Надзором за ходом строительства занимался член городского совета Джон Л. Уилсон. Церемония торжественного открытия состоялась 29 июля 1988 года при участии Её королевского высочества принцессы Анны.

## Комплекс
Бассейный комплекс включает в себя 5 бассейнов с желобами и другими водными объектами тренажёрный зал, оздоровительный спа-центр, кафе, ясли, и детскую игровую площадку на открытом воздухе. Проект оказался чрезвычайно успешным и за двадцать лет комплекс посетили более десяти миллионов человек, особенно большой популярностью он пользуется среди детей.

## Техническое обслуживание
Каждые несколько лет бассейн комплекс переоборудуется. В августе 2002 года в нём произошла вспышка криптоспоридиоза, которая вызвала желудочно-кишечные заболевания у 74 человек. Этот инцидент привёл к закрытию бассейна на время исследования больных. Группа по борьбе с эпидемиями провела исследование, по результатам которого была рекомендована очистка воды, которая и была проведена к новому открытию центра.